# Laban Rotich
Laban Rotich (Kenia, 20 de enero de 1969) es un atleta keniano especializado en la prueba de 1500 m, en la que consiguió ser medallista de bronce mundial en pista cubierta en 2004.

## Carrera deportiva
En el Campeonato Mundial de Atletismo en Pista Cubierta de 2004 ganó la medalla de bronce en los 1500 metros, llegando a meta en un tiempo de 3:52.93 segundos, tras su paisano keniano Paul Korir (oro con 3:52.21 segundos) y el ucraniano Ivan Heshko.